# District de Majune
Le district de Majune est une subdivision administrative de la province de Niassa au nord du Mozambique. En 2007, sa population est de 29 702 habitants.

## Source de la traduction
- (pt) Cet article est partiellement ou en totalité issu de l’article de Wikipédia en portugais intitulé « Majune (distrito) » (voir la liste des auteurs).